# بروک الیوت
بروک الیوت (انگلیسی: Brooke Elliott؛ زادهٔ ۱۶ نوامبر ۱۹۷۴ ‏(۵۰ سال)) یک هنرپیشه اهل ایالات متحده آمریکا است. وی از سال ۲۰۰۰ میلادی تاکنون مشغول فعالیت بوده‌است.